# Karbala (Syria)
Karbala – wieś w Syrii, w muhafazie Al-Hasaka. W 2004 roku liczyła 309 mieszkańców.